# Kota Fukatsu
Kota Fukatsu (深津 康太 Fukatsu Kota?), född 10 augusti 1984 i Chiba prefektur, är en japansk fotbollsspelare.
Fukatsu började sin karriär 2003 i Nagoya Grampus Eight. Efter Nagoya Grampus Eight spelade han för Mito HollyHock, Kashiwa Reysol, FC Gifu, FC Machida Zelvia och Tokyo Verdy.